# Сарса-де-Монтанчес
Сарса-де-Монтанчес (ісп. Zarza de Montánchez) — муніципалітет в Іспанії, у складі автономної спільноти Естремадура, у провінції Касерес. Населення — 605 осіб (2010).
Муніципалітет розташований на відстані близько 240 км на південний захід від Мадрида, 37 км на південний схід від Касереса.

## Демографія
Динаміка населення (INE ):

## Галерея зображень

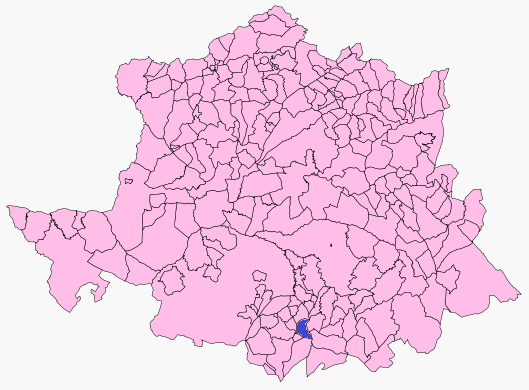
Розташування муніципалітету у провінції Касерес